# 救世主イエス司教座堂 (台中市)
救世主イエス司教座堂（きゅうせいしゅイエスしきょうざどう、中: 耶穌救主總堂）は、台湾 台中市にあるカトリック台中教区の司教座聖堂（カテドラル）である。

## 沿革
- 1914年 - 羅厝天主堂主任司祭のドミニコ会士 マヌエル・プラット師（西: Manuel Prat 、中: 馬伯達[1]、後のアモイ教区司教）が台中市内に土地を購入。竹小屋で要理教育を行う。
- 1916年 – 2月、ドミニコ会士 アンゲル・ロドリゲス師（西:  Angel Rodriquez 、中: 洪羅助）が初代主任司祭として着任。当該土地に山の字型、ゴシック式の教会堂を建設、教会の保護者にはイエスのみ心を頂いた。
- 1951年 – 台中使徒座知牧区が設置、メリノール会士 ウィリアム・クプファー師（英: William F. Kupfer、中: 蔡文興）が知牧に就任した。当時はこの「イエスのみ心天主堂」が台中地区における宣教活動の中心であったため、知牧館もこの構内に設けた。
- 1956年 – マニング師（英: James Thomas Manning、中: 萬民寧）の主任司祭在任期に信徒数が増加。クプファー知牧は現在の「救世主イエス司教座堂」の建設を指示した。
- 1957年 – 本聖堂が着工。
- 1958年 – 本聖堂が完成、献堂。
- 1956年 - 台中知牧区が台中教区に昇格、クプファー師が初代司教に着座。本聖堂は司教座聖堂となった。

## 参考資料
- 救世主イエス司教座堂